# Phepsi Buthelezi
Pas d'image ? Cliquez ici

a Compétitions nationales et continentales officielles uniquement.

b Matchs officiels uniquement.
Dernière mise à jour le 1 septembre 2024.
Phepsi Buthelezi, né le 30 mai 1999 à Hluhluwe (Afrique du Sud), est un joueur international sud-africain de rugby à XV évoluant au poste de troisième ligne centre. Il joue pour les Sharks en Super Rugby et en Currie Cup, et pour les Sharks XV en Rugby Challenge.

## Biographie

### Carrière en club
Il a fait ses débuts pour les Sharks en Super Rugby en février 2019, en tant que remplaçant lors de leur victoire 45-10 contre les Sunwolves à Singapour. Il est le capitaine des Natal Sharks en Currie Cup pour la saison 2021.

### Carrière internationale
Il a représenté l'Afrique du Sud au niveau des équipes de jeunes, jouant pour l'équipe scolaire d'Afrique du Sud, puis en moins de 19 ans en 2017. Il représente aussi la sélection sud-africaine des moins de 20 ans lors des Championnats du monde junior en 2018 et 2019,. 